# National Museum of African Art
Het National Museum of African Art is een museum aan de National Mall in Washington D.C. en maakt deel uit van het Smithsonian Institution. Het specialeert zich in Afrikaanse kunst en cultuur.
De hoofdingang van het museum is gesitueerd aan de tuinen van het Smithsonian Institution Building langs Independence Avenue. Het museum is, net als de Freer Gallery of Art en de Arthur M. Sackler Gallery, een ondergronds museum. Het heeft een rechtstreekse verbinding met de Arthur M. Sackler Gallery via een ondergrondse gang.